# MAX -BEST COLLECTION-
『MAX -BEST COLLECTION-』（マックス ベスト・コレクション）は、久松史奈の1枚目のベスト・アルバム。1994年2月23日にair RECORDSから発売された。

## 内容
大ヒットシングル「天使の休息」のアコースティック・バージョンや8曲のリミックス・バージョンを含む13曲。

## 収録曲
1. LADY BLUE -New Version-
作詞・作曲：TOM　編曲：村上啓介
1枚目のシングルのニューバージョン。
2. FOR MY FRIENDS -New Version-
作詞・作曲：TOM　編曲：村上啓介
2枚目のシングルのニューバージョン。
3. ON THE STREET -New Version-
作詞・作曲：TOM　編曲：村上啓介
2枚目のシングル「FOR MY FRIENDS」C/Wのニューバージョン。
4. ALL OF YOUR KIDS -New Version-
作詞：久松史奈　作曲：立花瞳　編曲：村上啓介
4枚目のシングル「ALIVE」C/Wのニューバージョン。
5. Precious Dreamin' -New Version-
作詞：久松史奈　作曲：羽田一郎　編曲：村上啓介
3枚目のアルバム『AUCTION』収録曲のニューバージョン。
6. Success -New Version-
作詞：久松史奈　作曲：都志見隆　編曲：瀬尾一三
3枚目のアルバム『AUCTION』収録曲のニューバージョン。
7. Wonderland -New Version-
作詞：久松史奈　作曲・編曲：安田信二
3枚目のアルバム『AUCTION』収録曲のニューバージョン。
8. そっとI THINK SO -New Version-
作詞：久松史奈　作曲・編曲：安田信二
2枚目のアルバム『CHERRY BOMB』収録曲のニューバージョン。
9. 天使の休息
作詞:久松史奈・藤生ゆかり　作曲：藤生ゆかり　編曲：瀬尾一三
5枚目のシングル。
10. GROWING UP
作詞：久松史奈　作曲：野田晴稔　編曲：難波正司
4枚目のアルバム『BIRTH』収録曲。
11. SAY
作詞：久松史奈　作曲：TSUKASA　編曲：瀬尾一三
7枚目のシングル「MAYBE」のC/W。アルバム初収録。
12. 微笑みながら
作詞：久松史奈 作曲：野田晴稔 編曲：瀬尾一三
6枚目のシングル。
13. 天使の休息 -Acoustic Version-
  - 5枚目のシングルのアコースティック・バージョン。